# Кохановце (район Бардеёв)
Кохановце (словац. Kochanovce) — село и одноимённая община в районе Бардеёв Прешовского края Словакии. В письменных источниках начинает упоминаться с 1384 года.

## География
Село расположено на высоте 159 метров и занимает площадь 5,53 км².

## Население
| Год:                | 1994 | 2004     | 2014    | 2024    |
| ------------------- | ---- | -------- | ------- | ------- |
| Количество человек: | 233  | 259      | 252     | 261     |
| Разница:            |      | +11,15 % | −2,70 % | +3,57 % |

По данным последней официальной переписи 2011 года, численность населения Злате составляла 260 человек.